# Лејквуд Парк (Тенеси)
Лејквуд Парк (енгл. Lakewood Park) насељено је место без административног статуса у америчкој савезној држави Тенеси.

## Демографија
По попису из 2010. године број становника је 990.
| Група             | 2000.    | 2010.       |
| Белци             | 0 (0,0%) | 941 (95,1%) |
| Афроамериканци    | 0 (0,0%) | 3 (0,3%)    |
| Азијати           | 0 (0,0%) | 2 (0,2%)    |
| Хиспаноамериканци | 0 (0,0%) | 19 (1,9%)   |
| Укупно            | 0        | 990         |